# Paládio da Irlanda
Paládio (fl. 408–431 d.C., Yonne, Borgonha (provavelmente), Gália - c. 457/461, Fordoun (Auchenblae), Escócia) foi o primeiro bispo dos cristãos da Irlanda, precedendo São Patrício. É possível que alguns elementos de suas histórias de vida tenham sido posteriormente confundidos na tradição irlandesa. Paládio era um diácono e membro de uma das famílias proeminentes da Gália. O Papa Celestino I o consagrou bispo e o enviou para a Irlanda "aos escoceses que acreditavam em Cristo".